# Capricho Awards 2014
O Capricho Awards de 2014 aconteceu em dezembro onde os indicados foram anunciados em novembro e os vencedores em dezembro, no site da revista Capricho.

## Musica
| Hit Nacional | Hit Internacional |
| --- | --- |
| - "País do Futebol" – MC Guimê part. Emicida - "Lepo Lepo" – Psirico - "Beijinho no Ombro" - Valesca Popozuda - "Toda Toda" - MC Menô e Pequeno | - "Problem" - Ariana Grande featuring Iggy Azalea - "Fancy" - Iggy Azalea featuring Charli XCX - "Happy" - Pharrell Williams - "Dark Horse" - Katy Perry featuring Juicy J |
| Cantor Nacional | Cantora Nacional |
| - Luan Santana - Micael Borges - MC Gui - Thiaguinho                                                                                            | - Manu Gavassi - Anitta - Ivete Sangalo - Valesca Popozuda |
| Cantor Internacional | Cantora Internacional |
| - Justin Bieber - Ed Sheeran - Austin Mahone - Jake Bugg                                                                                        | - Demi Lovato - Ariana Grande - Lorde - Katy Perry |
| Banda Nacional | Banda Internacional |
| - NX Zero - Fly - Pollo - P9 | - One Direction - Maroon 5 - Fifth Harmony - Imagine Dragons |
| Revelação Nacional | Revelação Internacional |
| - Malta - Aliados - Dubeat - Lucas Lucco | - 5 Seconds of Summer - The Vamps - Iggy Azalea - Meghan Trainor |
| clipe Nacional | clipe Internacional |
| - "Cê Topa" - Luan Santana - "Caraca, Moleke" - Thiaguinho - "Coberto" - Anitta - "Beijinho no Ombro" - Valesca Popozuda                        | - "Story of My Life" - One Direction - "Shake It Off" - Taylor Swift - "Dark Horse" - Katy Perry - "Fancy" - Iggy Azalea featuring Charli XCX                              |
| Melhor Colaboração | Melhor Show |
| - "Problem" - Ariana Grande, Iggy Azalea - "Timber" - Pitbull, Kesha - "País do Futebol" - MC Guimê,Emicida - "Drunk in Love" - Beyoncé, Jay Z  | - One Direction - Miley Cyrus - Demi Lovato - Lollapalooza 2014 (line Up)                                                                                                  |

## Cinema & TV
| Filme do Ano | Melhor Programa Nacional |
| --- | --- |
| - A Culpa É das Estrelas - Frozen - Confissões de Adolescente - Divergente | - Malhação - Vai que Cola - Tudo Pela Audiência - Programa da Sabrina                                                               |
| Melhor Ator de Cinema ou TV Nacional | Melhor Atriz de Cinema ou TV Nacional                                                                                               |
| - Rafael Vitti - (Malhação) - Chay Suede - (Império) - Rodrigo Simas - (Boogie Oogie) - Arthur Aguiar - (Malhação)                                                                     | - Isabella Santoni - (Malhação) - Isis Valverde - (Boogie Oogie) - Bruna Marquezine - (Em Família) - Marina Ruy Barbosa - (Império) |
| Melhor Ator de Cinema ou TV Internacional | Melhor Atriz de Cinema ou TV Internacional                                                                                          |
| - Ansel Elgort - Zac Efron - Daniel Radcliffe - Theo James | - Shailene Woodley - Ema Watson - Emma Stone - Nina Dobrev                                                                          |
| Melhor Serie | Melhor Reality Show |
| - The Vampire Diaries - Pretty Little Liars - Game of Thrones - American Horror Story                                                                                                  | - The X Factor - The Voice Brasil - A Fazenda - Keping Up With The Kardashians                                                      |
| Melhor Beijo | |
| - Isabella Santoni & Rafael Vitti em Malhação - Demi Lovato & Naya Rivera em Glee - Ghilherme Lobo & Fábio Audi em Hoje Eu Quero Voltar Sozinho - Jason & Ellie em Namoro ou Liberdade | |